# RFA One
RFA One este un  vehicul de lansare spațială aflat în stadiu de dezvoltare de către compania  bavareză Rocket Factory Augsburg (RFA). Vehiculul se dorește a fi folosit pentru plasarea de mini și micro-sateliți în orbita terestră joasă, cât și pentru lansarea de sateliți cu orbită de sincron solară. Prima lansare a fost anunțată pentru 2022.

## Structura vehiculului și parametri
Vehiculul este planificat a fi o rachetă cu două etape care poate purta până la 200 kg de sarcină utilă până în orbite de sincron solare la distanță de 700 km de Pământ. Prima etapă rachetei va fi propulsată de nouă  motoare, fiecare dintre acestea fiind capabile de 500 000 HP (367 750 kW) și generând o forță de propulsie de 100 kN. Ca și sursă pentru combustie se va folosi o combinație de hidrocarburi și oxigen lichid. Componentele principale ale motorului vor fi produse de Rocket Factory Augsburg folosind Manufacturarea Aditiva (Printare 3D). Aceasta include camera de combustie, carcasa turbopompei si injectoarele. Se estimează că vehiculul va avea 30m înălțime.

## Realizări
Turbopompa a fost dezvoltată in-house de catre Rocket Factory Augsburg. Rezervoarele treptei superioare au fost fabricate și testate cu succes. Motorul funcționează cu combustie în trepte, în general considerată extrem eficientă. Acest mod de realizare al motorului este o premieră în Europa.

## Istoria companiei
Rocket Factory Augsburg a fost înființată în anul 2018 și are sediul in Augsburg. Este un spin-off al companiei MT Aerospace, parte a concernului OHB SE. Principalul investitor este compania Apollo Capital Partners GmbH, această companie fiind ea însăși deținută de OHB si MT Aerospace. Compania a fost selectată pentru a doua etapă a competiției pentru dezvoltarea de micro vehicule de lansare, inițiată de către Centrul Aerospațial German (DLR - Deutsches Zentrum für Luft- und Raumfahrt). În iulie 2020, Rocket Factory Augsburg avea circa 70 angajați.

## Lansări planificate
Primul zbor comercial petru RFA One a fost anunțat pentru 2020. Compania este încă în căutarea unui centru de lansare adecvat. Regiuni din Marea Nordului cât și din Insulele Azore in Portugalia sunt candidate foarte probabile.
Pentru operarea zborului, RFA a intrat în parteneriat cu Exolaunch. Exolaunch colaborează cu companiile rusești Glavkosmos și Asociația pentru Cercetare și Producție Lavochkin, și a devenit primul client al companiei Momentus (înființată de Michael Kokorich, un expatriat rus).